# Gualaquiza (canton)
Gualaquiza est un canton d'Équateur situé dans la province de Morona-Santiago.